# Fermín Vélez
Pour les articles homonymes, voir Vélez.
Fermín Vélez (né le 3 avril 1959 à Barcelone - décédé le 31 mars 2003 des suites d'un cancer) était un pilote automobile espagnol.

## Biographie

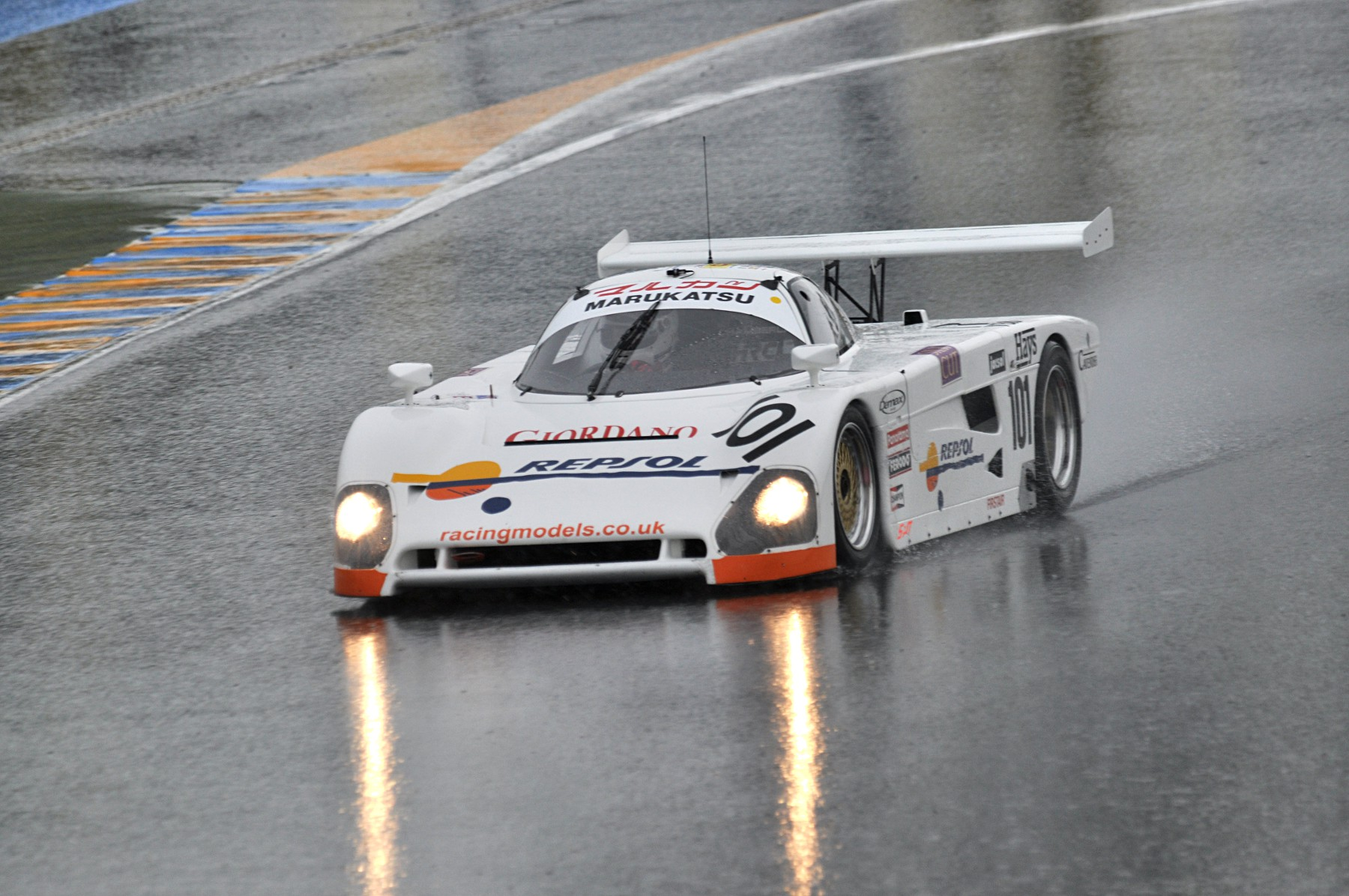
Spice SE88C de l'écurie britannique Chamberlain Engineering pilotée par Fermín Vélez lors des 24 Heures du Mans 1989

Auréolé d'un titre de champion d'Espagne de karting acquis l'année précédente, Fermín Vélez a commencé le sport automobile en 1977, à l'âge de 18 ans. Après trois saisons de monoplace (en Formule Seat puis en championnat d'Espagne de Formule 3), il passe au début des années 1980 aux courses de côte et aux rallyes, disciplines dans lesquelles il décroche plusieurs titres nationaux.
En 1986, il effectue son retour sur les circuits, dans le championnat du monde de sport-prototype, sur une Porsche 962 privée. L'année suivante, il décroche le titre mondial, mais dans la catégorie C2 (la deuxième catégorie de prototype) au volant d'une Spice officielle. Il tente un retour à la monoplace mais sa participation au championnat international de Formule 3000 1988 s'avère un échec. Il retourne alors aux épreuves d'endurance, toujours chez Spice, d'abord dans le championnat du monde où il décroche un nouveau titre, puis dans le championnat nord-américain IMSA GT où il décroche de nombreuses victoires de catégorie. 
Avec l'apparition de la catégorie "World Sports Car", Velez poursuit sa carrière en IMSA au volant de la Ferrari 333 SP avec laquelle il connaitra les plus belles années de sa carrière. Il remporte le championnat en 1995 et s'impose aux 12 heures de Sebring en 1995 et 1997. Il connait moins de réussite aux 24 heures du Mans où le plateau est plus relevé, mais décroche tout de même une victoire de catégorie en 1998. Parallèlement, il met à profit la création du championnat IRL pour tenter une ultime percée en monoplace, et parvient à se qualifier pour les 500 miles d'Indianapolis en 1996 et 1997.
Fin 1998, il met un terme à sa carrière et retourne s'installer en Espagne. Il fera un bref retour à la compétition en 2000 dans le championnat de GT espagnol avant de raccrocher définitivement son casque. Il meurt d'un cancer trois années plus tard, à l'âge de 43 ans.

## Palmarès
- Champion du monde des sports-prototypes (catégorie C2) en 1987 et 1989
- Vainqueur du championnat IMSA GT en 1995
- Vainqueur des 12 heures de Sebring en 1995 sur une Ferrari 333 SP (avec Andy Evans et Eric van de Poele)
- Vainqueur des 12 heures de Sebring en 1997 sur une Ferrari 333 SP (avec Andy Evans et Yannick Dalmas)
- Vainqueur de la catégorie LMP1 aux 24 heures du Mans en 1998 sur une Ferrari 333 SP (avec Wayne Taylor et Eric van de Poele)

## Résultats aux 24 Heures du Mans
| Année | Voiture          | Équipe                  | Équipiers                          | Résultat                             |
| ----- | ---------------- | ----------------------- | ---------------------------------- | ------------------------------------ |
| 1986  | Porsche 956      | Danone Porsche España   | George Fouché / Emilio de Villota  | 4e                                   |
| 1987  | Spice SE86C-Ford | Spice Engineering       | Philippe de Henning / Gordon Spice | 6e et vainqueur de la catégorie C2   |
| 1989  | Spice SE88C-Ford | Chamberlain Engineering | Nick Adams / Luigi Taverna         | Abandon                              |
| 1990  | Spice SE90C-Ford | Spice Engineering       | Tim Harvey / Chris Hodgetts        | 18e                                  |
| 1996  | Ferrari 333 SP   | Rocketsports            | Andy Evans / Yvan Muller           | Abandon                              |
| 1998  | Ferrari 333 SP   | Doyle-Risi Racing       | Wayne Taylor / Eric van de Poele   | 8e et vainqueur de la catégorie LMP1 |